# Jüdischer Friedhof Herne

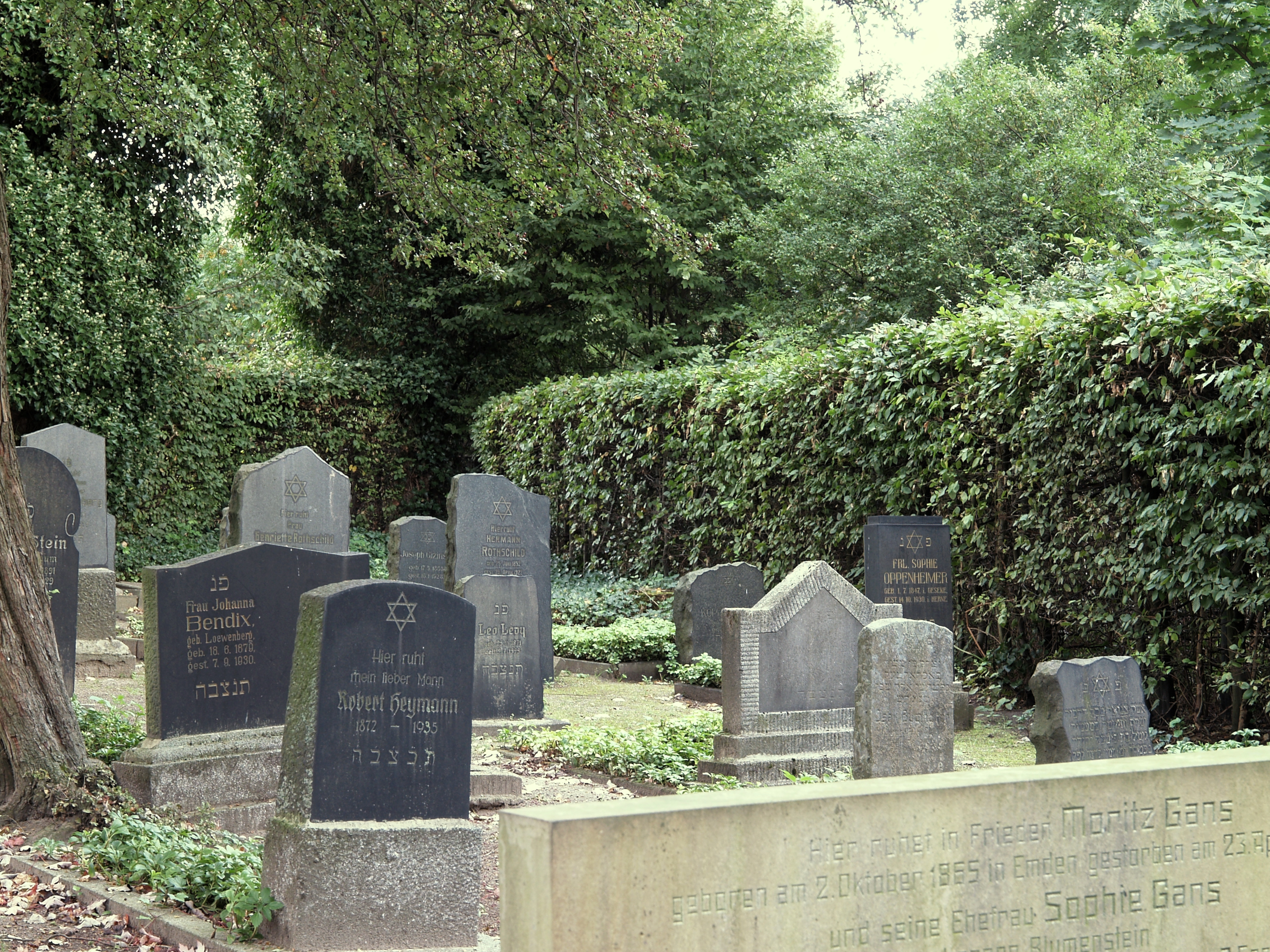
Grabsteine auf dem Jüdischen Friedhof 2008

Der Jüdische Friedhof Herne befindet sich an der Robert-Grabski-Straße im Ortsteil Baukau-Ost von Herne.

## Geschichte
Erst 1889 lösten sich die Juden in Herne von der Synagogengemeinde Bochum und begründeten eine eigenständige Gemeinde.:179 Bereits zuvor erwarben im Jahr 1878 führende Mitglieder der jüdischen Gemeinschaft (Salomon Weinberg und Genossen) etwa zwei Kilometer außerhalb von Herne ein Grundstück zur Anlage eines Begräbnisplatzes. Bis 1889 blieb die 1879 hergerichtete Anlage jedoch ein privater Begräbnisplatz. 1900 wurde eine Chewra Kadischa gegründet. Die älteste bekannte Friedhofsordnung datiert aus dem Jahr 1903.

## Anlage und Belegung
Zwischen 1900 und 1914 wurde ein 932 m² großer Teil des Besitzes als Friedhof mit einer Mauer umgeben. Innerhalb dieser Einfriedung finden sich 120 Grabsteine, die ältesten links des Eingangs.:184 Darunter der älteste aus dem Jahr 1881. Überwiegend sind die Grabinschriften zweisprachig gefasst, die jüngeren allerdings vielfach auch ausschließlich in Deutsch. Bestattungen erfolgten bis 1942 und von 1945 bis 1959. Nicht wenige Grabsteine wurden durch Vandalismus und Grabschändungen in Mitleidenschaft gezogen, wobei die Aktionen der NS-Zeit in den Jahren 1974, 1975 und 1979 ihre Fortsetzung fanden.:184

## Südfriedhof
Im Jahr 1903 stellte der damalige Vorsitzende der Synagogengemeinde Herne, Moritz Gans, den Antrag, auf Zuweisung eines Gräberfeldes auf dem Südfriedhof. Er bat dabei ausdrücklich „aus rituellen Rücksichten ... einen Platz für uns zu wählen, der nach seiner Lage so beschaffen ist, daß man nicht nötig hat, an den anderen Friedhöfen vorbei zu gehen, um zu dem unsrigen zu gelangen“. Die zugeteilte Gräberreihe in der Abteilung XV wurde entgegen dem sonst im Ruhrgebiet gebräuchlichen Verfahren jedoch weder separat abgegrenzt, noch mit einer unbeschränkten Ruhefrist ausgestattet. Mit Ablauf der Liegefrist wurden die – bis 1933 waren dies sieben – Grabstellen abgeräumt und wiederbelegt. Eine größere Akzeptanz fand die Grabfläche in der liberal eingestellten Synagogengemeinde Herne nicht. Nach dem Ende des Zweiten Weltkriegs kam es zur Anlage eines neuen Gräberfeldes.:184
Grabanlagen zu Ehren von jüdischen Gefallenen des Ersten Weltkriegs finden sich auf keiner der Anlagen in Herne, da ihre Spuren während des „Dritten Reichs“ beseitigt wurden.:185